# Henning Kristiansen
Henning Kristiansen (2. juli 1927 i København – 2. november 2006) var en dansk filmfotograf, som anses for at være blandt hovedkræfterne i dansk film siden 2. verdenskrig.
Han var cheffotograf på klassikere som Sult (1966) og Babettes gæstebud (1987).
I 2005 udgav han erindringsbogen Min egen filmhistorie på Forlaget BIOS.